# 오와카

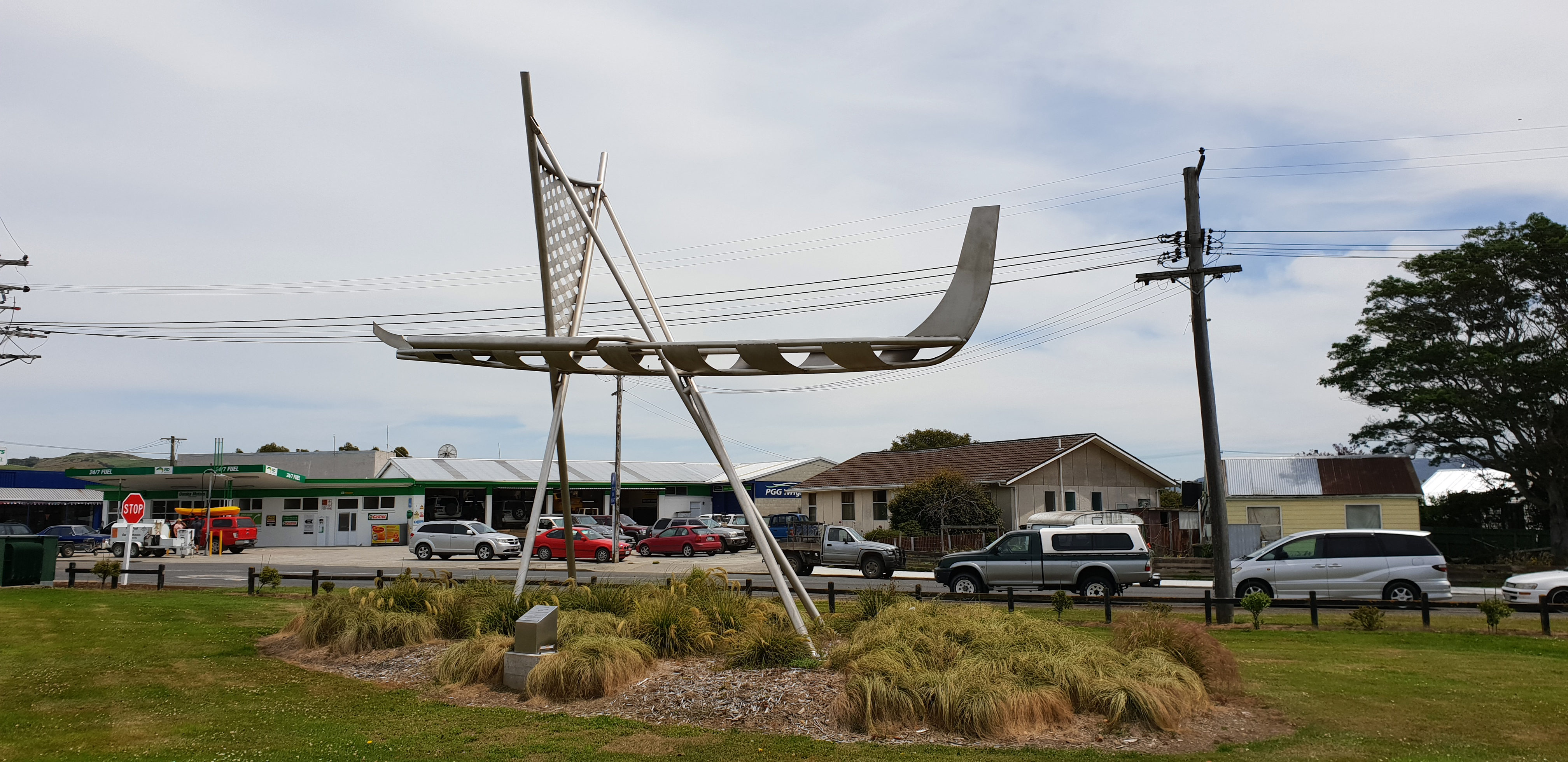

오와카(Owaka)는 뉴질랜드 남섬 사우스오타고의 클러서 디스트릭트에 위치한 소도시이다. 숲으로 우거진 캐틀린스 지역에서 가장 큰 공동체이며 사운스랜드 경계와 가깝고 서던시닉루트(Southern Scenic Route)의 밸클러서에서 35km 정도 떨어져 있다.
이 도시의 인구는 2013년 인구조사 기준으로 303명으로, 2006년 대비 24명 감소하였다. 인구 수치로 보면 91.7%의 인구가 유럽계이고, 11.5%가 마오리족이다.
규모가 더 작은 파우나위아의 정착지는 캐틀린스와 오와카강 어귀에서 4킬로미터 떨어진 곳에 위치한다.

## 역사
이 지역의 이름은 마오리어로 "카누의 장소"라는 이름에서 비롯된 것으로 오와카강이 캐틀린스강과 합류하는 도시인 점에서 비롯된 것이다. 이 지역의 원래 이름은 캐틀린스리버(Catlins River)였다가 쿼커필드(Quakerfield)로 바뀐 이력이 있다.
1896년 6월 22일, 오와카는 캐틀린스리버 브랜치 철도의 종착역이 되었으며 1904년 8월 1일 브랜치 노선이 라타누이 지역까지 확장될 때까지 이 종착역의 지위는 유지되었다. 궁극적으로 이 철로는 타하코파까지 종단하였으나 이후 수년 간 이 노선의 교통량이 감소 추세가 되었다.
1971년 2월 27일 이 노선은 운행을 중단하였다.

## 교육
캐틀린스 에어리어 스쿨(Catlins Area School)은 1~13명의 학생들을 위한 공립 학교이며 2020년 11월 기준으로 113명이 등록되어 있다.